# Gomigna
Gomigna, Gomignago, Gomignak o Camegnak (in croato: Gominjak) è un isolotto disabitato della Dalmazia settentrionale in Croazia che fa parte delle isole Incoronate; si trova nel mare Adriatico, a sud dell'isola Incoronata. Amministrativamente appartiene al comune di Morter-Incoronate, nella regione di Sebenico e Tenin.

## Geografia
Gomigna è un isolotto di forma irregolare e allungata (misura circa 1,2 km di lunghezza) con una superficie di 0,244 km², uno sviluppo costiero di 3,03 km e un'altezza di 62,4 m; si trova 300 m a sud-ovest dell'isola Lunga e dista circa 1,2 km da Zaccan.
Assieme alle isolette Lunga, Zaccan, Zaccanar Piccolo e Zaccan Petroso, racchiude il tratto di mare denominato Porto Zaccan (Luka Žacan).

### Isole adiacenti
- Vodegna (Vodenjak), a circa 300 m dall'estremità nord-ovest di Gomigna.
- Lunga (Lunga), a nord-est.
- Zaccan (Ravni Žacan), a nord-est.
- Zaccanar Piccolo[9], Zoknaz[6][10] o Comignak piccolo[7]  (Jančar) scoglio di forma ovale con una superficie di 0,058 km²[1], uno sviluppo costiero di 0,97 km[1] e l'altezza di 16 m[2]; si trova 1 km[2] a est 43°43′11″N 15°25′50″E.
- Zaccanaz[4], piccolo Zoknaz[6][10] o Xakunzi[7] (Žacanac), piccolo scoglio nelle acque di Porto Zaccan, 160 m[2] a nord-ovest di Zaccanar Piccolo e 870 m[2] a est di Gomigna; ha un'area di 7193 m²[11], una costa lunga 319 m[11] e un'altezza di 8 m[2] 43°43′17″N 15°25′39″E.
- Zaccan Petroso (Kameni Žakan), a est

### Cartografia
- (HR) Mappa topografica della Croazia 1:25000, su preglednik.arkod.hr. URL consultato il 3 ottobre 2017.
- G. Giani, Carta prospettiva delle Comuni censuarie della Dalmazia, foglio 5, 1839. Fondo Miscellanea cartografica catastale, Archivio di Stato di Trieste.
- Carta di cabottaggio del mare Adriatico, foglio VII, Milano, Istituto geografico militare, 1822-1824. URL consultato il 3 ottobre 2017 (archiviato dall'url originale il 13 aprile 2013).